# ساموئل جی. آرنولد
ساموئل گرین آرنولد جونیور (به انگلیسی: Samuel Greene Arnold, Jr.) سناتور سابق عضو حزب جمهوری‌خواه ایالات متحده آمریکا بود. وی در سال ۱۸۶۲ تا ۱۸۶۳ میلادی سناتور ایالت رود آیلند در سنای ایالات متحده آمریکا بود.